# Camerats
Els camerats (Camerata) són una subclasse d'equinoderms de la classe Crinoidea coneguts només pels seus fòssils. Es van originar durant l'Ordovicià inferior, van assolir la seva màxima diversitat durant el Carbonífer inferior i es van extingir durant l'extinció Permià-Triàsic.

## Característiques
Els camerats es caracteritzen per tenir les unions entre les plaques del calze fusionades, les plaques braquials incorporades al calze, el tegmen formant un sostre rígid sobre la boca, i no menys de deu i, de vegades, un nombre molt gran de braços lliures, sovint pinnulats.

## Taxonomia
La subclasse Camerata inclou dos ordres:
- Ordre Diplobathrida Moore & Laudon, 1943 †
- Ordre Monobathrida Moore & Laudon, 1943 †